# Мартинович Єгор Олександрович
Єгор Олександрович Мартинович (нар. 3 вересня 1988, Мінськ) — білоруський журналіст, головний редактор видання «Наша Ніва», політв'язень.

## Біографія
Народився в родині письменників Олеся Мартиновича та Тетяни Мушинської. Має брата Дениса, історика і журналіста. Завершив ліцей Білоруського державного університету (2006), факультет журналістики БДУ (2011).
З 2009 року працює в газеті «Наша Ніва», а з 1 березня 2017 року її головний редактор .
При Мартиновичу видання зробило ставку на інтернет. З 1 липня 2016 року «Наша Ніва» почала виходити у форматі щомісячного журналу на 24 сторінки, основна увага приділяється розвитку інтернет-порталу. Новини на сайті доступні у двох версіях (білоруською та російською). У червні 2018 року регулярний вихід паперової газети припинився, «Наша Ніва» існує лише в електронному вигляді як портал (у травні 2018 року її відвідали 475 тис. користувачів, які прочитали 7,1 млн сторінок) .

## Політичне переслідування
З серпня 2020 року доступ до сайту «Нашої Ніви» у Білорусі заблоковано через висвітлення порталом протестів у Білорусі. 25 листопада, через три місяці, влада розблокувала сайт «Наша Ніва» — перший із сотні заборонених ресурсів.
23 вересня 2020 року силовики провели обшук у квартирі Мартиновича та вилучили всі технічні пристрої та носії інформації . Був допитаний у Слідчому комітеті, після чого провів три доби в карцері. Проти нього було порушено кримінальну справу за наклеп . Міжнародна організація «Репортери без кордонів» розкритикувала таку політику щодо «Нашої Ніви».

## 2021—2022
8 липня 2021 року Єгора Мартиновича та Андрія Скурко затримали. 15 березня 2022 року їм дали два з половиною роки колонії.